# Châlus
 Châlus  (en occitano Chasluç) es una población y comuna francesa, situada en la región de Lemosín, departamento de Alto Vienne, en el distrito de Limoges y cantón de Châlus.
Forma parte del Camino de Santiago (Via Lemovicensis).

## Demografía
| 2042 | 2163 | 2334 | 2074 | 1907 | 1761 | 1628 |
| Para los censos de 1962 a 1999 la población legal corresponde a la población sin duplicidades (Fuente: INSEE [Consultar]) |      |      |      |      |      |      |